# Lista de singles número um na Gaon Digital Chart em 2014
Esta é uma lista de canções que atingiram o número um da tabela musical Gaon Digital Chart em 2014. A lista é publicada pela Gaon Music Chart em periodicidade semanal (com dados coletados de domingo a sábado), mensal e anual. A lista refere-se a um gráfico que classifica as canções com o melhor desempenho na Coreia do Sul. Os dados são coletados pela Korea Music Content Association. A Digital Chart classifica as canções de acordo com a sua performance pela Gaon Streaming, downloads, BGM e celular.
Abaixo estão listados os singles que alcançaram as melhores posições nas paradas semanais e mensais do ano vigente:

## Histórico semanal

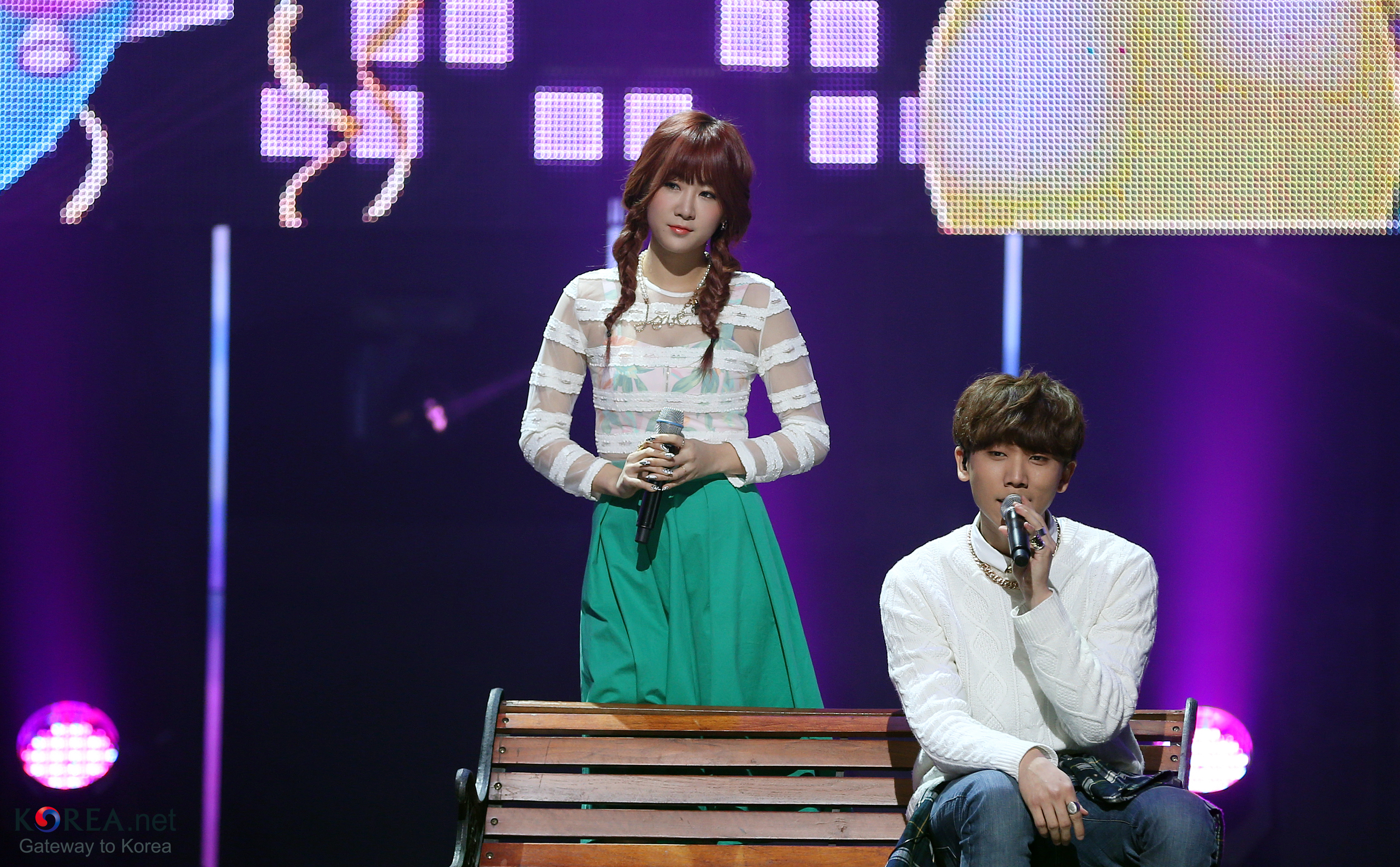
Soyou e Junggigo obtiveram a canção de melhor desempenho do ano com "Some".

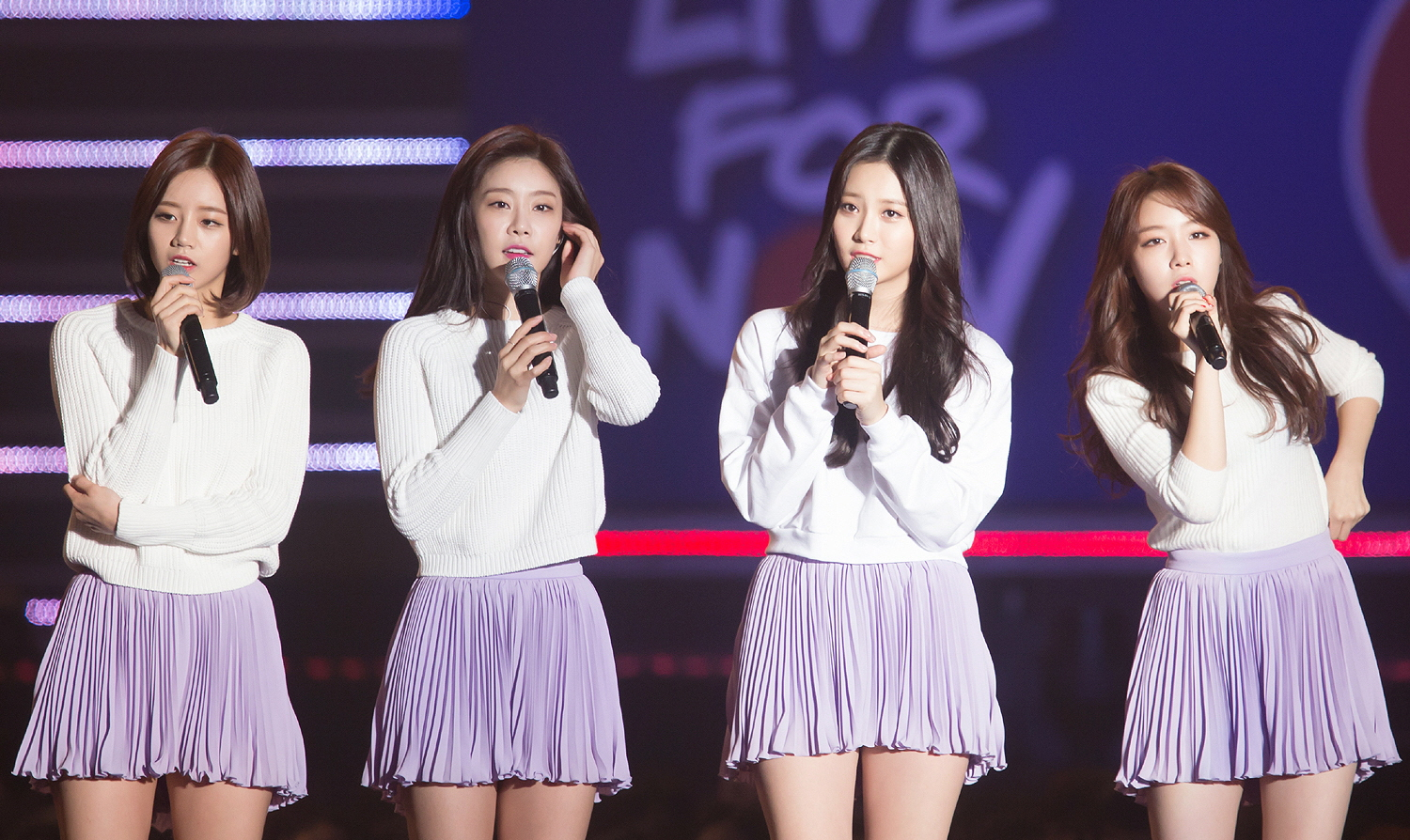
"Something" do Girl's Day obteve a melhor performance de janeiro, mesmo não atingindo número um semanal.

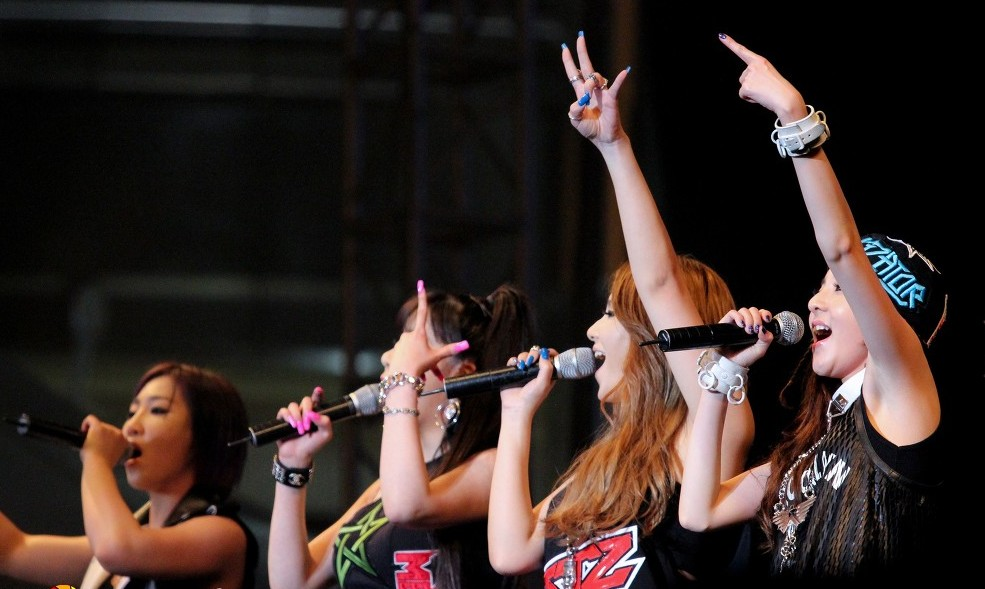
"Come Back Home" do 2NE1 alcançou o número um por duas semanas e foi a canção de melhor performance de março.

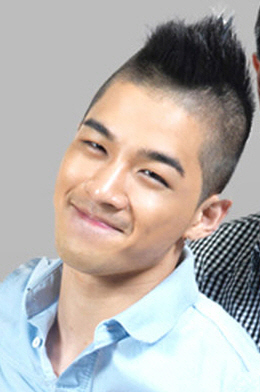
"Eyes, Nose, Lips" de Taeyang foi o single número um de junho.

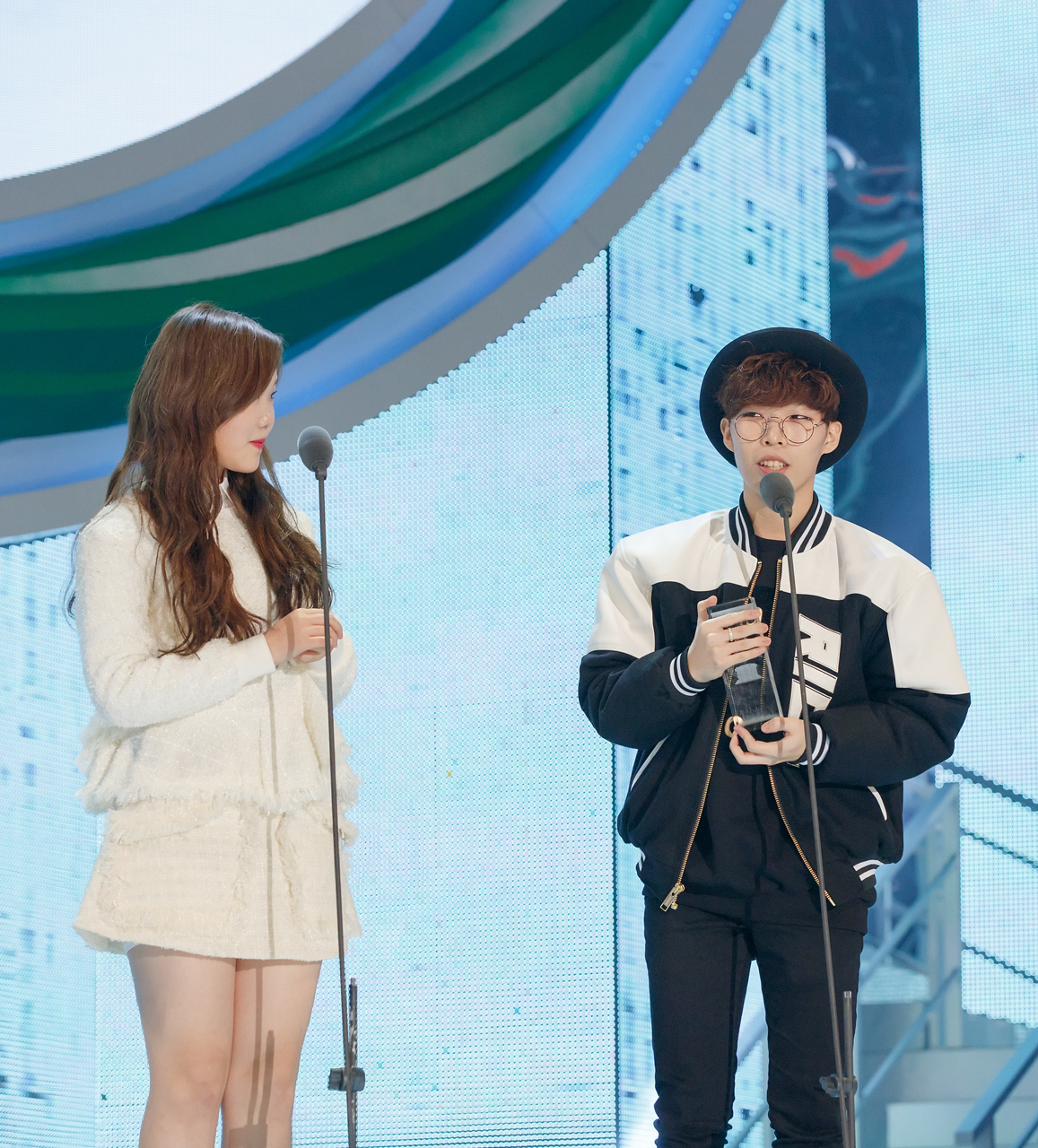
Akdong Musician ocupou o primeiro lugar por três semanas com dois singles diferentes.

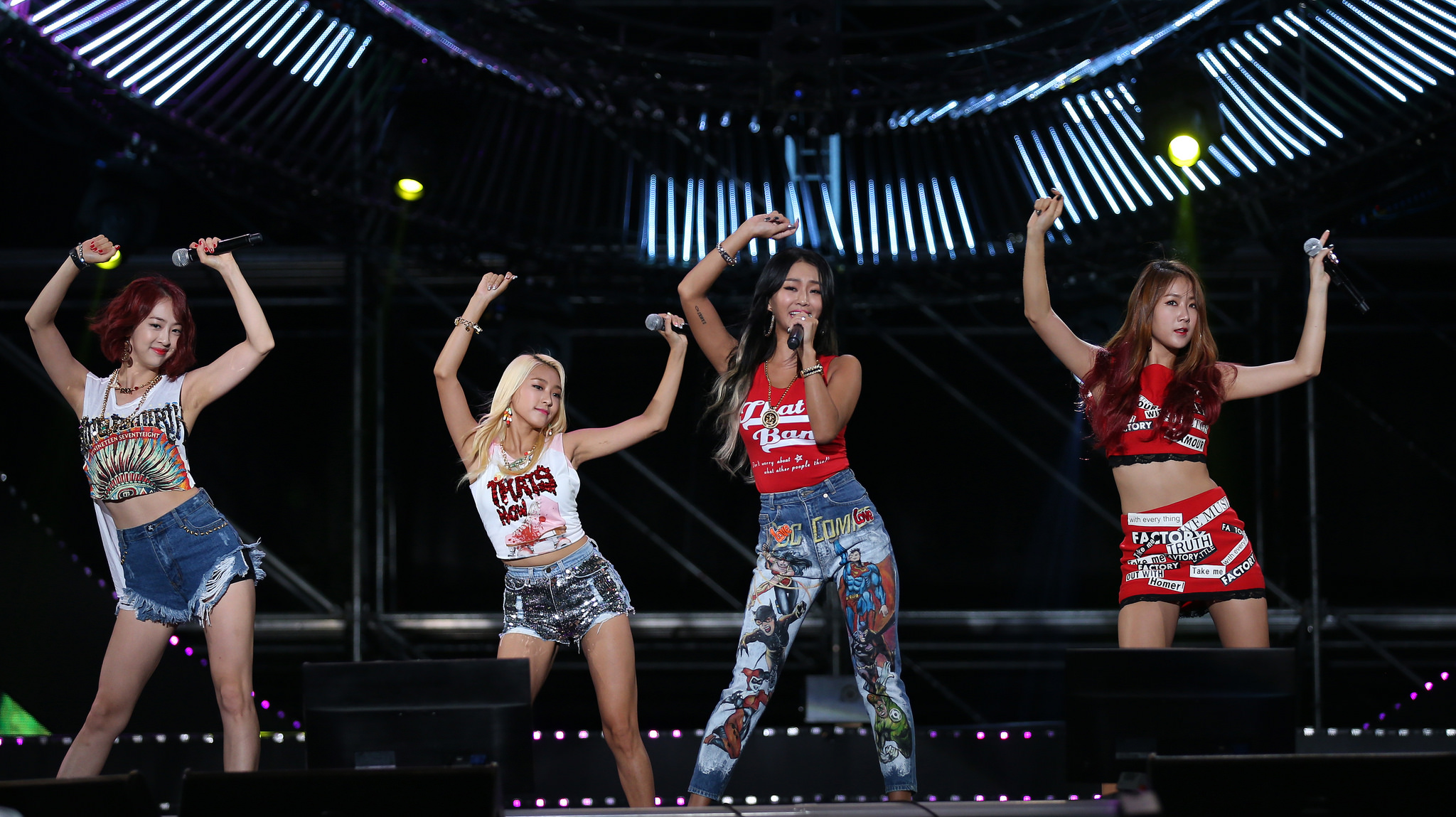
Sistar ocupou o primeiro lugar por três semanas com "Touch My Body" e "I Swear".

| † | Indica o single de melhor desempenho de 2014 |

| Semana de       | Canção                                | Artista(s)                                      | Total de downloads |
| --------------- | ------------------------------------- | ----------------------------------------------- | ------------------ |
| 4 de Janeiro    | "We Back Then"                        | MC The Max                                      | 251,089            |
| 11 de Janeiro   | "Singing Got Better"                  | Ailee                                           | 259,226            |
| 18 de Janeiro   | "Shower Later"                        | Gary (Feat. Crush)                              | 310,405            |
| 25 de Janeiro   | "Hello, Goodbye"                      | Hyorin                                          | 295,690            |
| 1 de Fevereiro  | "Let It Go"                           | Idina Menzel                                    | 184,498            |
| 8 de Fevereiro  | "Let It Go"                           | Idina Menzel                                    | 138,969            |
| 15 de Fevereiro | "Some" †                              | Soyou & Junggigo (com participação de Lil Boi)  | 333,575            |
| 22 de Fevereiro | "Some" †                              | Soyou & Junggigo (com participação de Lil Boi)  | 182,729            |
| 1 de Março      | "Mr.Mr."                              | Girls' Generation                               | 309,297            |
| 8 de Março      | "Come Back Home"                      | 2NE1                                            | 193,909            |
| 15 de Março     | "Come Back Home"                      | 2NE1                                            | 120,481            |
| 22 de Março     | "Whatcha Doin' Today?"                | 4Minute                                         | 184,353            |
| 29 de Março     | "That Kind of Guy" (그런 남자)        | Bro                                             | 236,900            |
| 4 de Abril      | "Wild Flower" (야생화)                | Park Hyo-shin                                   | 252,290            |
| 12 de Abril     | "200%"                                | Akdong Musician                                 | 468,279            |
| 19 de Abril     | "I Can`t Hide It"                     | 15&                                             | 251,677            |
| 26 de Abril     | "200%"                                | Akdong Musician                                 | 101,909            |
| 3 de Maio       | "Not Spring, Love Or Cherry Blossoms" | HIGH4 & IU                                      | 93,335             |
| 10 de Maio      | "The Lone Duckling"                   | g.o.d                                           | 342,131            |
| 17 de Maio      | "Want U"                              | Jung Gi Go (com participação de Beenzino)       | 221,970            |
| 24 de Maio      | "You You You"                         | Fly To The Sky                                  | 358,644            |
| 31 de Maio      | "Your Scent"                          | Gary & Jung-in                                  | 366,141            |
| 7 de Junho      | "Eyes, Nose, Lips"                    | Taeyang                                         | 322,577            |
| 14 de Junho     | "No More"                             | Beast                                           | 232,101            |
| 21 de Junho     | "Good Luck"                           | Beast                                           | 224,992            |
| 28 de Junho     | "A Midsummer Night's Sweetness"       | San E e Raina                                   | 141,996            |
| 5 de Julho      | "Umbrella"                            | Younha                                          | 298,781            |
| 12 de Julho     | "Break Up To Make Up"                 | Huh Gak & Jung Eun-ji                           | 276,153            |
| 19 de Julho     | "Darling"                             | Girl's Day                                      | 273,168            |
| 26 de Julho     | "Touch My Body"                       | Sistar                                          | 378,883            |
| 2 de Agosto     | "Touch My Body"                       | Sistar                                          | 188,427            |
| 9 de Agosto     | "Body Language"                       | San E (com participação de Bumkey)              | 232,262            |
| 16 de Agosto    | "Empty"                               | Winner                                          | 397,791            |
| 23 de Agosto    | "Difficult Woman"                     | Jang Beom Jun                                   | 302,780            |
| 30 de Agosto    | "I Swear"                             | Sistar                                          | 231,426            |
| 6 de Setembro   | "I Love You"                          | Yoon Mi-rae                                     | 191,015            |
| 13 de Setembro  | "I Can't Go To Sinchon"               | Postmen                                         | 220,540            |
| 20 de Setembro  | "I Can't Go To Sinchon"               | Postmen                                         | 140,009            |
| 27 de Setembro  | "Ony You"                             | Lee Chi Hyun                                    | 187,995            |
| 4 de Outubro    | "How I Am"                            | Kim Dong-ryool                                  | 295,603            |
| 11 de Outubro   | "How I Am"                            | Kim Dong-ryool                                  | 175,833            |
| 18 de Outubro   | "Time And Fallen Leaves"              | Akdong Musician                                 | 197,132            |
| 25 de Outubro   | "Happen Ending"                       | Epik High (com participação de Cho Won Sun)     | 362,592            |
| 1 de Novembro   | "Happen Ending"                       | Epik High (com participação de Cho Won Sun)     | 152,663            |
| 8 de Novembro   | "Miss Me Or Diss Me"                  | MC Mong (com participação de Jinsil)            | 403,269            |
| 15 de Novembro  | "I'm Different"                       | Hi Suhyun (com participação de Bobby)           | 273,016            |
| 22 de Novembro  | "Music Essay"                         | Toy (com participação de Sung Si-kyung)         | 331,170            |
| 29 de Novembro  | "Happy Together"                      | Park Hyo-shin                                   | 334,508            |
| 6 de Dezembro   | "Don't Forget"                        | Sung Si-kyung (com participação de Kwon Jin-ah) | 219,817            |
| 13 de Dezembro  | "I Want To Fall In Love"              | Jung Seung Hwan                                 | 207,674            |
| 20 de Dezembro  | "I Want To Fall In Love"              | Jung Seung Hwan                                 | 88,226             |
| 27 de Dezembro  | "December, 2014 (The Winter`s Tale)"  | Exo                                             | 99,538             |

## Histórico mensal
| Mês       | Canção                               | Artista(s)                                           | Total de downloads – Streams | Posição de fim de ano | Ref    |
| --------- | ------------------------------------ | ---------------------------------------------------- | ---------------------------- | --------------------- | ------ |
| Janeiro   | "Something"                          | Girl's Day                                           | 661,811 – 16,483,368         | 21                    | [ 3 ]  |
| Fevereiro | "Some" †                             | Soyou & Junggigo                                     | 843,839 – 20,705,232         | 1                     | [ 4 ]  |
| Março     | "Come Back Home"                     | 2NE1                                                 | 547,474 – 19,255,908         | 23                    | [ 5 ]  |
| Abril     | "200%"                               | Akdong Musician                                      | 791,216 – 21,180,840         | 9                     | [ 6 ]  |
| Maio      | "The Lone Duckling" (미운 오리 새끼) | g.o.d.                                               | 79,892 – 17,490,054          | 41                    | [ 7 ]  |
| Junho     | "Eyes, Nose, Lips"                   | Taeyang                                              | 765,833 – 21,786,190         | 2                     | [ 8 ]  |
| Julho     | "A Midsummer Night's Sweetness"      | San E, Raina                                         | 421,426 – 21,054,828         | 4                     | [ 9 ]  |
| Agosto    | "Beautiful"                          | Park Boram com participação de Zico                  | 552,772 – 15,879,444         | 17                    | [ 10 ] |
| Setembro  | "Can't Go to Shinchon"               | Postmen                                              | 511,014 – 17,187,871         | 19                    | [ 11 ] |
| Outubro   | "How I Am"                           | Kim Dong-ryool                                       | 668,193 – 18,409,999         | 46                    | [ 12 ] |
| Novembro  | "Miss Me Or Diss Me" (내가 그리웠니) | MC Mong com participação de Jinsil de Mad Soul Child | 614,383 – 19,965,538         | 51                    | [ 13 ] |
| Dezembro  | "Luv"                                | A Pink                                               | 349,328 – 17,993,189         | 55                    | [ 14 ] |